# Озарк (Алабама)
Озарк — город и окружной центр округа Дейл, штат Алабама (США).
Озарк является частью Дотан-Озаркского объединенного статистического района. Озарк первоначально входил в состав микрорайона Энтерпрайз-Озарк до его разделения, и еще некоторое время был частью объединенного статистического района Дотан-Энтерпрайз-Озарк, но в более поздних переписях Энтерпрайз стал отдельным первичным статистическим районом. Форт Новосел, основная база летной подготовки армейской авиации, примыкает к Озарку.

## История
Изначально район Озарк был населен народом мускоги. Говорят, что Озарк получил свое название после того, как один путешественник посетил его и вспомнил горы Озарк в Арканзасе.
Первым европейским поселенцем в Озарке был Джон Меррик-старший, ветеран революционной войны, в 1822 году. В честь него город был назван Меррикс. Позже оно было изменено на Вудшоп, когда город получил свое почтовое отделение. Впервые название Озарк появилось в 1855 году, когда жители попросили изменить название.
Местонахождение административного центра округа было перенесено из Ньютона в Озарк в 1870 г.
В Озарке находятся четыре объекта, включенные в Национальный реестр исторических мест: бревенчатая церковь Клэйбэнк, дом Сэмюэля Лоусона Даулинга, старое железнодорожное депо и дом Дж. Д. Холмана.

## География
Озарк является частью региона Виреграсс.
Основные автомагистрали, проходящие через город, включают шоссе США 231 и шоссе штата Алабама 27 и 249. US 231 проходит через город с северо-запада на юго-восток, ведет на северо-запад 55 км к Трою и на юго-восток 37 км к Дотану. SR 27 ведет на восток 50 км к Аббевилю и на юго-запад 31 км к Энтерпрайзу.
По данным Бюро переписи населения США, общая площадь города составляет 89 км², из которых 89 км² — суша, а 0,52 км² (0,70 %) — вода.

## Климат
Согласно Климатической классификации Кёппена, Озарк имеет влажный субтропический климат (сокращенно Cfa).

## Демография

### Перепись населения США (2010)
Перепись населения 2010 года
По переписи 2010 года в городе проживало 14 907 человек, 6 209 домохозяйств и 4 064 семьи. Плотность населения составляла 170 жителей на км². Имелось 6 920 единиц жилья при средней плотности 77,6 на км². Расовый состав города состоял из 64,8 % белых, 30,2 % черных или афроамериканцев, 0,7 % коренных американцев, 0,9 % азиатов, 0,0 % жителей тихоокеанских островов, 0,8 % представителей других рас и 2,6 % представителей двух или более рас. 3,2 % населения были испаноговорящими или латиноамериканцами любой расы.
Из 6 209 домохозяйств в 26,1 % проживали дети в возрасте до 18 лет, 43,3 % составляли супружеские пары, проживающие вместе, в 17,5 % — женщина-домохозяйка без мужа, а 34,5 % не являлись семьями. В 30,5 % домохозяйств проживал один человек, а в 12,0 % — один человек в возрасте 65 лет и старше. Средний размер домохозяйства составлял 2,35, а средний размер семьи 2,91.
Возрастное распределение: 23,1 % моложе 18 лет, 8,4 % от 18 до 24 лет, 23,1 % от 25 до 44 лет, 28,2 % от 45 до 64 лет и 17,2 % 65 лет и старше. Медианный возраст составил 41,2 года. На каждые 100 женщин приходилось 90,7 мужчин. На каждые 100 женщин в возрасте 18 лет и старше приходилось 92,6 мужчин.
Медианный доход домохозяйства составлял $41 079, а медианный доход семьи — $52 061. Медианный доход мужчин составил $41 513, а женщин — $28 227. Доход на душу населения в городе составлял $22 103. Около 13,6 % семей и 18,4 % населения находились за чертой бедности, включая 27,2 % лиц моложе 18 лет и 14,4 % лиц в возрасте 65 лет и старше.
перепись населения 2020 года

### Перепись населения США (2020)
По данным Переписи населения США 2020 года, в городе проживало 14 368 человек, 5 946 домохозяйств и 3 651 семья.
| Расы                             | Количество | Проценты |
| -------------------------------- | ---------- | -------- |
| Белый (неиспаноязычный)          | 8 147      | 56,7 %   |
| Афроамериканцы                   | 4760       | 33,13 %  |
| Коренные американцы              | 65         | 0,45 %   |
| Азиаты                           | 151        | 1,05 %   |
| Жители тихоокеанских островов    | 8          | 0,06 %   |
| Две расы и более                 | 671        | 4,67 %   |
| Латиноамериканцы и Испаноязычные | 566        | 3,94 %   |

## Образование
Озарк обслуживается школами города Озарк. В городе расположены следующие школы: средняя школа Кэрролла (9—12 классы), центр карьеры Кэрролла (9—12 классы), средняя школа Д. А. Смита (6—8 классы), промежуточная школа Гарри Н. Миксона (3—5 классы) и начальная школа Джозефа В. Лизенби (1—2 классы).
Штаб-квартира школьного округа округа Дейл находится в Озарке, но в его состав не входит Озарк.
В Озарке есть одна частная школа, Harvest Christian School для K-12.
Послешкольное образование можно получить в Алабамском авиационном центре при колледже Enterprise State Community College в Озарке. Здесь предлагаются программы по технологии технического обслуживания авиационной техники.